# Desecravity
A Desecravity japán technikás death metal zenekar. 2007-ben alakultak Tokióban. Eddig három nagylemezt jelentettek meg, a Willowtip Records gondozásában.

## Tagok
- Yuichi Kudo - dob (2007-)
- Daisuke Ichiboshi - basszusgitár (2011-)
- Yuya Takeda - gitár (2016-)

## Korábbi tagok
- Toshihiro Inagaki - basszusgitár (2007-2011)
- Keisuke Takagi - gitár (2010-2012)
- Shogo Tokita - ének, gitár (2012-2016)
- Yujiro Suzuki - ének, gitár (2007-2010, 2011-2013, 2016-2018)

## Diszkográfia
- Implicit Obedience (2012)
- Orphic Signs (2014)
- Anathema (2019)